# نبيل شكري
اللواء نبيل شكري (24 أكتوبر 1930 - 12 ذو القعدة 1440 هـ / 15 يوليو 2019)، من مواليد القاهرة، قائد سلاح الصاعقة خلال فترة حرب الاستنزاف وحرب أكتوبر؛ التحق بصفوف الكلية الحربية في 1948 وتخرج منها في 1950 ثم التحق بالكتيبة السادسة مشاة ثم التحق بسلاح المظلات ثم قوات الصاعقة.
كان اللواء نبيل شكري قائداً لقوات الصاعقة المصرية التي أُلحق بها بعض المهندسيين العسكريين لبناء قواعد الصواريخ بغرض صد الغارات الإسرائيلية على مصر، وكانت ضمن استعدادات الجيش المصرى لحرب أكتوبر 73، وكان مدير مكتبه فاروق عبد الحميد الفقي الجاسوس الذي كان ينقل أخبار التجهيزات المصرية أولاً بأول حتى أنه كان يتم ضرب تلك المنصات بعد الانتهاء من الأعمال الإنشائية مباشرة، وكان ذلك الجاسوس خطيب الجاسوسة المعروفة هبة سليم. عندما علم اللواء نبيل شكري بخيانة مدير مكتبه تقدم باستقالته من منصبه ولكن الرئيس السادات رفض الاستقالة فطلب اللواء نبيل شكري أن يكون ضمن الفريق المنفذ لحكم الإعدام على ذلك الجاسوس.
عُين بقرار من الرئيس السادات مديراً للكلية الحربية بعد عملية مطار لارنكا الدولي بقبرص لأن اللواء شكري كان معارضاً لتلك العملية التي خُططت لتجري في مطار قبرص بدون إخطار السلطات القبرصية لأن هذا سيكون اعتداءً عسكرياً له عواقب وخيمة، ولكنه نفذ أوامر الرئيس السادات، وكان هو قائد المجموعة التي أرسلها الرئيس السادات إلى قبرص لإلقاء القبض على قتلة يوسف السباعي وتُعرف تلك العملية باسم الغارة المصرية على مطار لارنكا الدولي عام 1978.
توفي في 15 يوليو 2019 عن عمر يناهز 89 عاماً.